# گروه کالیون
گروه کالیون (انگلیسی: Kalyon Group) شرکت هلدینگ ترکیه‌ای است، که در سال ۱۹۷۴ تأسیس شد.